# Diaspora polonaise en Allemagne
La diaspora polonaise d'Allemagne (en allemand : Polnische diaspora in Deutschland ; en polonais : Polska diaspora w Niemczech) représente la deuxième plus grande diaspora polonaise (Polonia) dans le monde et la plus grande en Europe. Les estimations du nombre de Polonais vivant en Allemagne varient entre 2 ,, et environ 3 millions d'individus. Leur nombre a cependant rapidement diminué au fil des années et, selon le dernier recensement, il y aurait présentement environ 866 690 Polonais en Allemagne. Les principales organisations de la diaspora polonaise en Allemagne sont l'Union des Polonais en Allemagne et le Congrès de la Polonia en Allemagne. Les noms de famille polonais sont relativement courants en Allemagne, en particulier dans la région de la Ruhr (à cause notamment des Ruhrpolen).

## Histoire

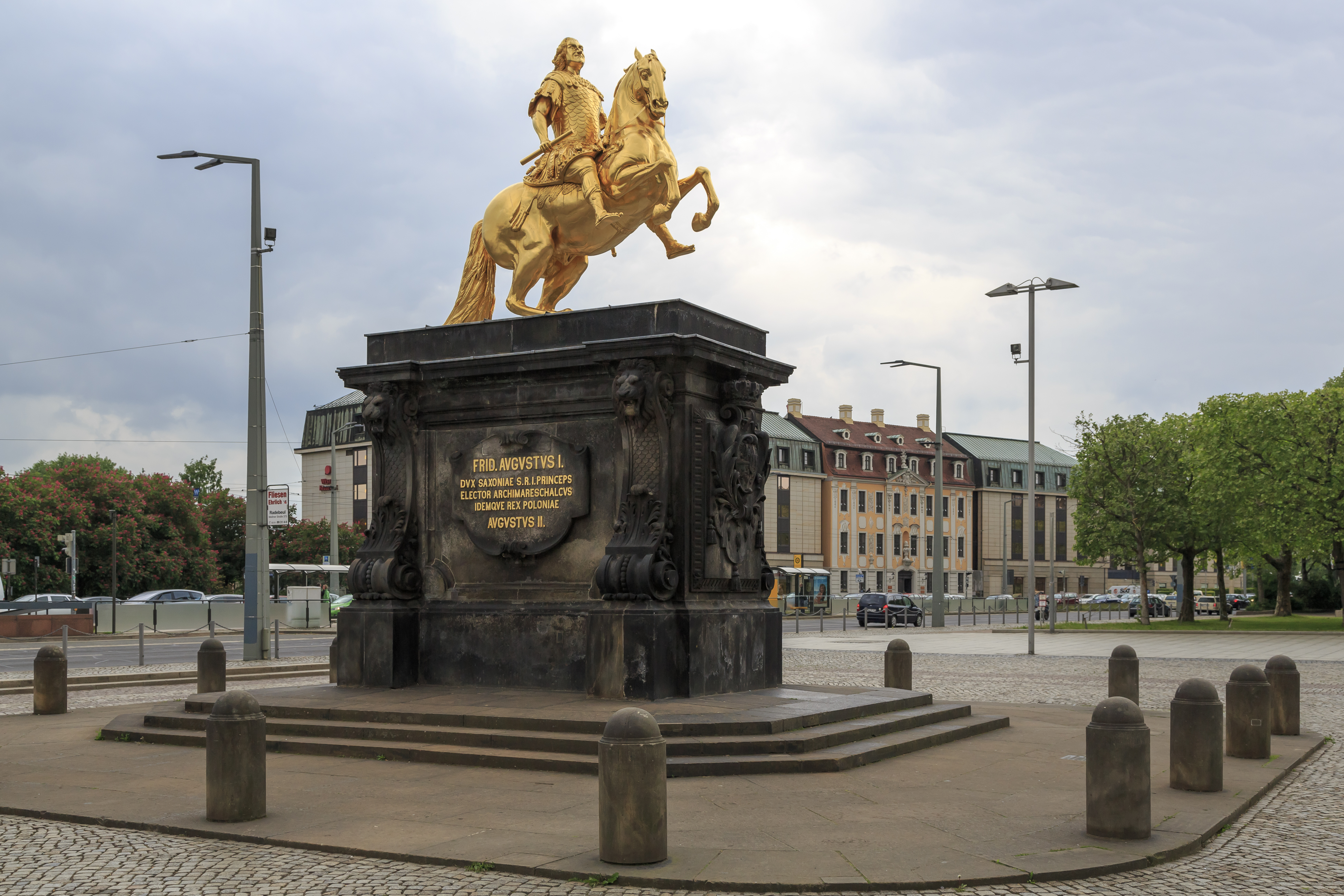
Monument au roi Auguste II le Fort à Dresde.

Pourcentage de Polonais au sein du Royaume de Prusse, en 1910.

Les Polonais ont commencé à s'installer dans l'Allemagne actuelle au XVIIIe siècle, notamment en Saxe — par exemple à Dresde et à Leipzig ; la Saxe a en effet été en union personnelle avec la monarchie polonaise de 1697 à 1763. Dresde a d'ailleurs été nommée Ville royale de la république des Deux Nations après qu'Auguste II le Fort soit devenu roi de Pologne en 1697. À la suite des partages de la Pologne (1772, 1793 et 1795) et de l'incorporation d'une partie de la Pologne au sein de la Prusse, un grand nombre de Polonais s'est retrouvé vivre au sein des frontières prussiennes, notamment dans les provinces de Posen et de Prusse occidentale. Ainsi, Jean-Paul Bled signale-t-il qu'en Prusse, en 1795, « si les Allemands restent majoritaires, [le pays] tend à se transformer en un État germano-polonais ».
À la fin du XIXe siècle, l'industrialisation rapide de la région de la Ruhr a attiré environ 300 000 Polonais, en particulier en provenance de Prusse orientale, de Prusse occidentale, de Posnanie et de Silésie. En 1910, ces immigrants, les Ruhrpolen, ils représentaient environ 30% de la population de la région de la Ruhr. Des Cachoubes et des Mazuriens ont également immigré dans la Ruhr.

Le Rodło, symbole de la minorité polonaise en Allemagne.

Après 1870, les Polonais subissent une pression croissante à cause de la germanisation ; le Kulturkampf attaque leur Église catholique. La plupart des évêques catholiques sont emprisonnés ou exilés. Le polonais, qui était auparavant la langue de l'enseignement dans les régions à prédominance polonaise de Prusse, est remplacée par l'allemand ; et ce même dans l'enseignement religieux, où les prêtres polonais sont remplacés par des enseignants allemands. Cependant, ces politiques de germanisation n'atteignent pas leur but. Au contraire, elles conduisent au réveil politique de nombreux Polonais et à la création d'une multitude d'associations économiques, politiques et culturelles polonaises qui visaient à préserver la culture polonaise et les intérêts polonais, en particulier dans la province de Posnanie et dans la région de la Ruhr. La politique de germanisation culturelle forcée a aliéné une grande partie de la population de langue polonaise contre les autorités allemandes et a produit des sentiments nationalistes des deux côtés.

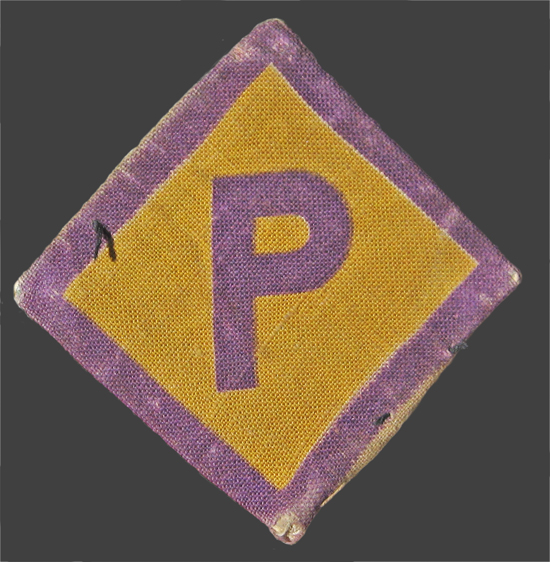
« Badge P » introduit par l'Allemagne nazie pour les travailleurs forcés polonais

Après la Première Guerre mondiale, l'Allemagne est contrainte de céder ses provinces à prédominance polonaise à la République polonaise nouvellement créée. Des minorités de langue polonaise sont cependant demeurées en Allemagne, notamment en Haute-Silésie et dans certaines parties de la province de Prusse-Orientale. L'Accord germano-polonais sur la Haute-Silésie (Accord de Genève), signé à Genève le 15 mai 1922, permettait aux ressortissants allemands d'origine polonaise de Haute-Silésie de bénéficier du statut juridique de minorité nationale sous les auspices de la Société des Nations (de même que les Polonais d'origine allemande dans la voïvodie polonaise de Silésie). Toutefois, dans la foulée de la montée du nazisme, toutes les activités polonaises furent systématiquement restreintes, y-compris en Haute-Silésie. En août 1939, les dirigeants de la communauté polonaise sont arrêtés et internés dans les camps de concentration nazis de Sachsenhausen et de Buchenwald. Le 7 septembre 1939, peu après le déclenchement de la Seconde Guerre mondiale, le gouvernement nazi du Troisième Reich dépouille la communauté polonaise d'Allemagne de son statut de minorité nationale, une décision formellement confirmée par un décret d'Hermann Göring du 27 février 1940.

## Situation actuelle

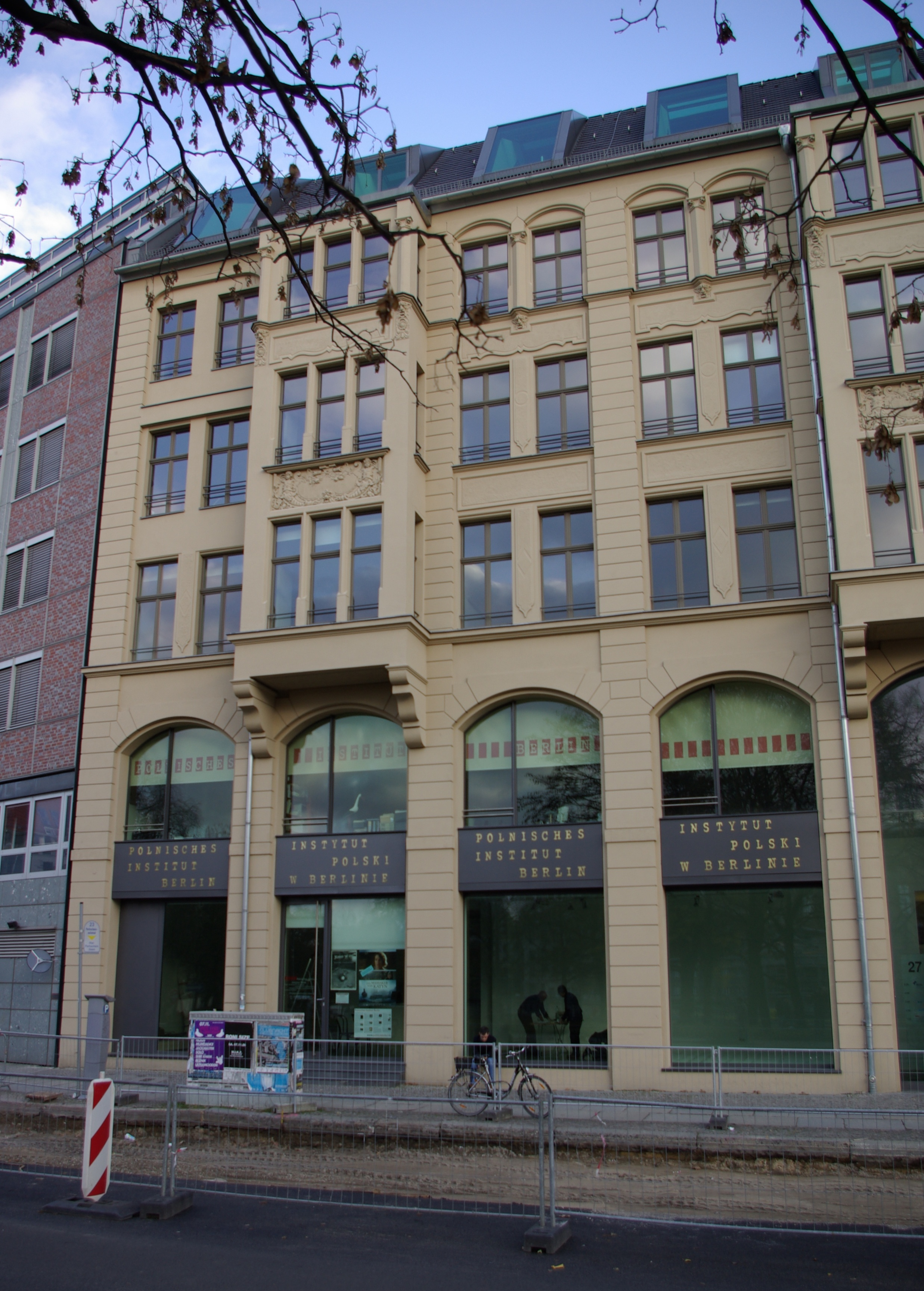
L'Institut polonais de Berlin

Aujourd'hui, le gouvernement allemand ne reconnaît pas les ressortissants allemands d'origine polonaise comme une minorité nationale. En conséquence, selon les agences polonaises, l'Allemagne ne reconnaît pas le droit à l'autodétermination de la minorité polonaise en Allemagne. Après l'adhésion de la Pologne à l'Union européenne, plusieurs organisations de Polonais en Allemagne ont tenté de restaurer le statut de minorité officielle d'avant-guerre, affirmant notamment que le décret nazi était nul. Alors que le mémorandum initial au Bundestag est resté sans réponse, en décembre 2009, la Commission des minorités du Conseil de l'Europe a obligé le gouvernement allemand à répondre formellement aux demandes dans un délai de quatre mois.
La position du gouvernement allemand est qu'après les pertes territoriales allemandes après la Seconde Guerre mondiale, la minorité polonaise actuelle n'a pas de racines historiques sur le territoire allemand restant, tous les territoires allemands ethniquement polonais ayant été perdus. S'agissant donc uniquement d'immigrants récents, ils ne remplissent pas les conditions d'une minorité nationale selon la Convention-cadre pour la protection des minorités nationales et le Traité de bon voisinage. En tant que citoyens allemands, ils conservent tous les droits civils et politiques que chaque citoyen allemand possède et peuvent donc exprimer leur volonté dans le système politique.
L’émigration polonaise en Allemagne a connu un pic entre 2011 et 2014 ; elle est en diminution depuis. En 2024, pour la première fois, le nombre de départs de Polonais de l'Allemagne vers la Pologne a dépassé celui de l'immigration polonaise en Allemagne.

## Distribution
(Données de 2011)
| État                               | Nombre de Polonais | % de la population de l'État | % de Polonais en Allemagne |
| ---------------------------------- | ------------------ | ---------------------------- | -------------------------- |
| Rhénanie du Nord-Westphalie        | 786,480            | 4.5                          | 39.2                       |
| Bavière                            | 202,220            | 1.6                          | 10.1                       |
| Bade-Wurtemberg                    | 202,210            | 1.9                          | 10.1                       |
| Basse-Saxe                         | 201,620            | 2.6                          | 10.1                       |
| Hesse                              | 163,200            | 2.7                          | 8.1                        |
| Berlin                             | 101,080            | 3.1                          | 5.0                        |
| Rhénanie-Palatinat                 | 88,860             | 2.2                          | 4.4                        |
| Hambourg                           | 71,260             | 4.2                          | 3.6                        |
| Schleswig-Holstein                 | 55,510             | 2.0                          | 2.8                        |
| Brandebourg                        | 27,940             | 1.1                          | 1.4                        |
| Brême                              | 26,270             | 4.0                          | 1.3                        |
| Saxe                               | 25,700             | 0.6                          | 1.3                        |
| Sarre                              | 19,870             | 2.0                          | 1.0                        |
| Mecklembourg-Poméranie-Occidentale | 13,250             | 0.8                          | 0.7                        |
| Saxe-Anhalt                        | 10,790             | 0.5                          | 0.5                        |
| Thuringe                           | 10,140             | 0.5                          | 0.5                        |
| Total                              | 2 006 410          | 2.52                         | 100,0                      |

| Nombre de Polonais dans les grandes villes |               |           |
| #                                          | Ville         | Personnes |
| 1.                                         | Berlin        | 56 573    |
| 2.                                         | Hambourg      | 23 310    |
| 3.                                         | Munich        | 18 639    |
| 4.                                         | Francfort     | 12 174    |
| 5.                                         | Dortmund      | 10 138    |
| 6.                                         | Cologne       | 9 766     |
| 7.                                         | Brême         | 9 455     |
| 8.                                         | Dusseldorf    | 9 316     |
| 9.                                         | Hanovre       | 8 259     |
| 10.                                        | Essen         | 6 952     |
| 11.                                        | Bonn          | 6 879     |
| 12.                                        | Nuremberg     | 6 670     |
| 13.                                        | Mannheim      | 6 595     |
| 14.                                        | Wuppertal     | 5 870     |
| 15.                                        | Duisbourg     | 5 423     |
| 16.                                        | Leipzig       | 5 219     |
| 17.                                        | Wiesbaden     | 4 648     |
| 18.                                        | Gelsenkirchen | 4 517     |
| 19.                                        | Krefeld       | 4 473     |
| 20.                                        | Offenbach     | 4 112     |

## Galerie

Illustrations
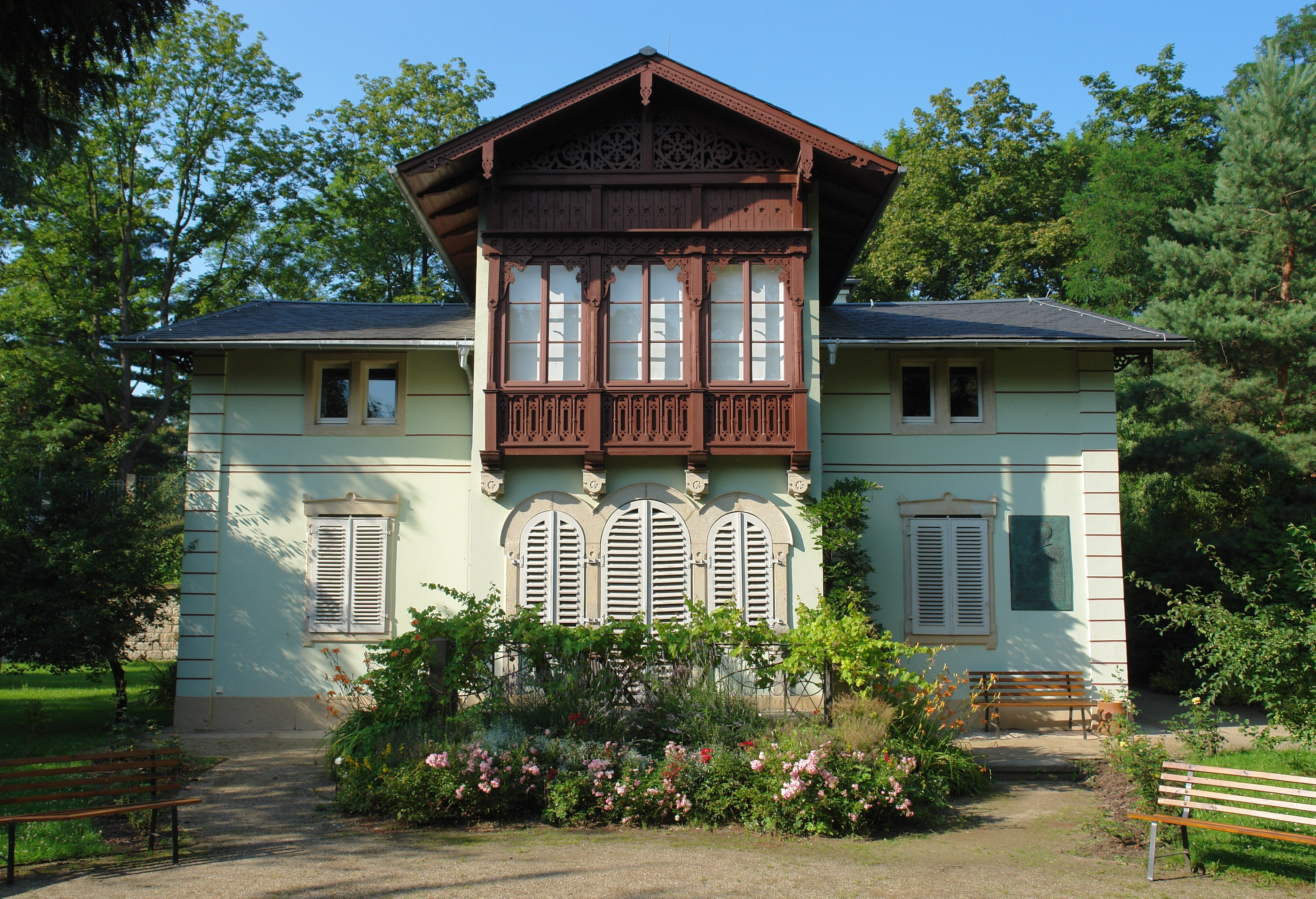
Le Musée Kraszewski (de) à Dresde.
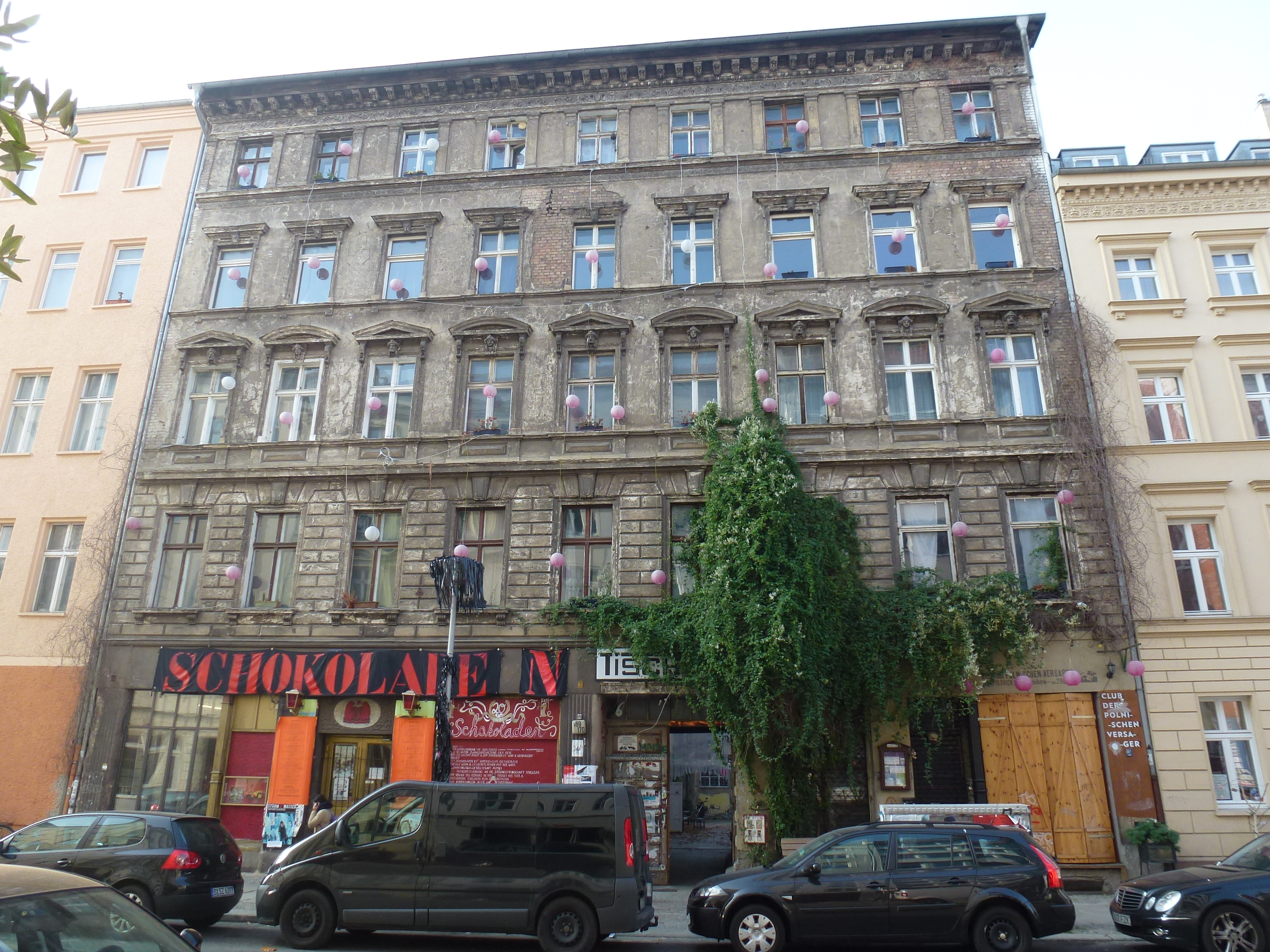
Klub Polskich Nieudaczników (le « Club des perdants polonais ») à Berlin.
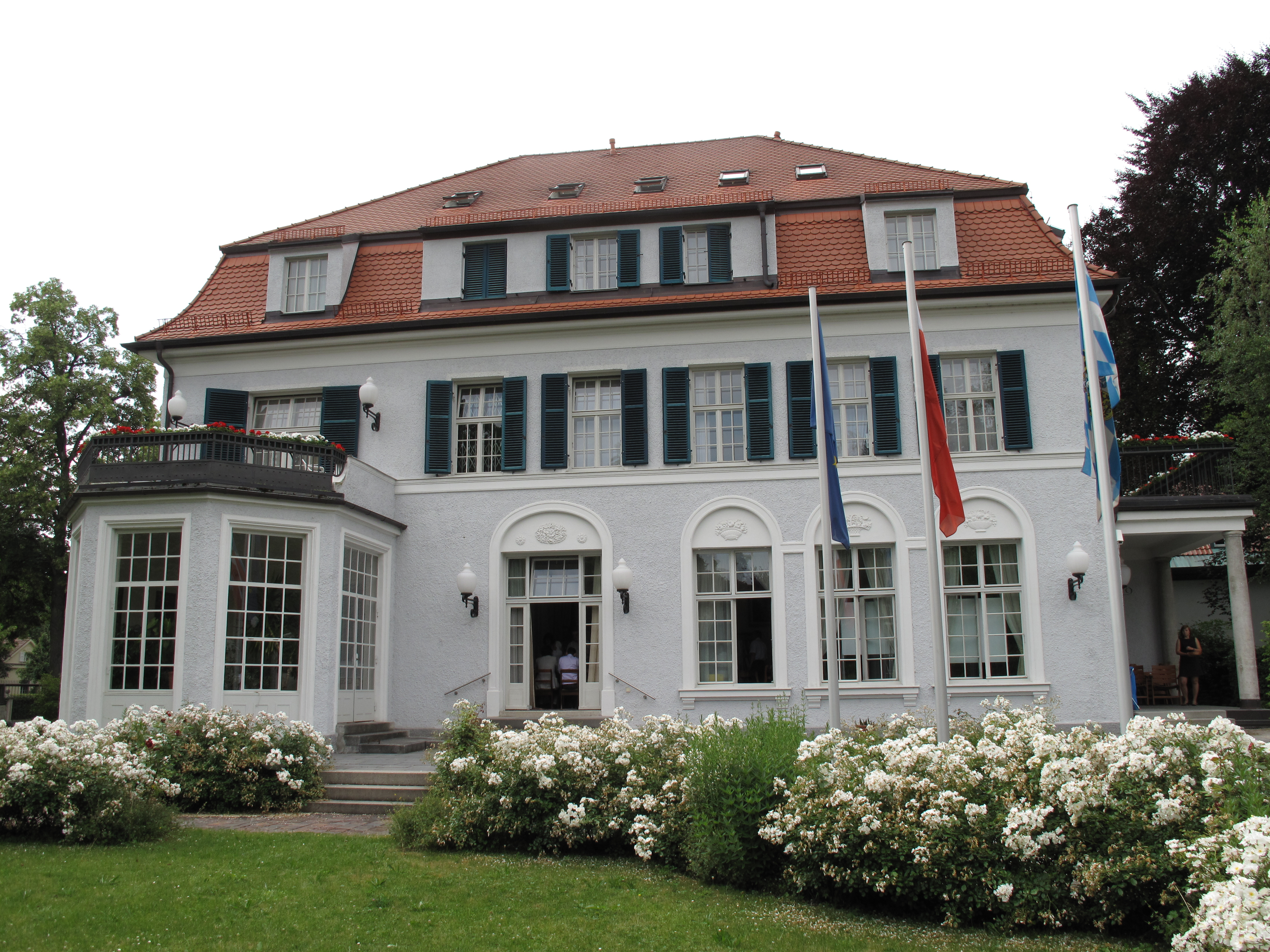
Consulat polonais à Munich.
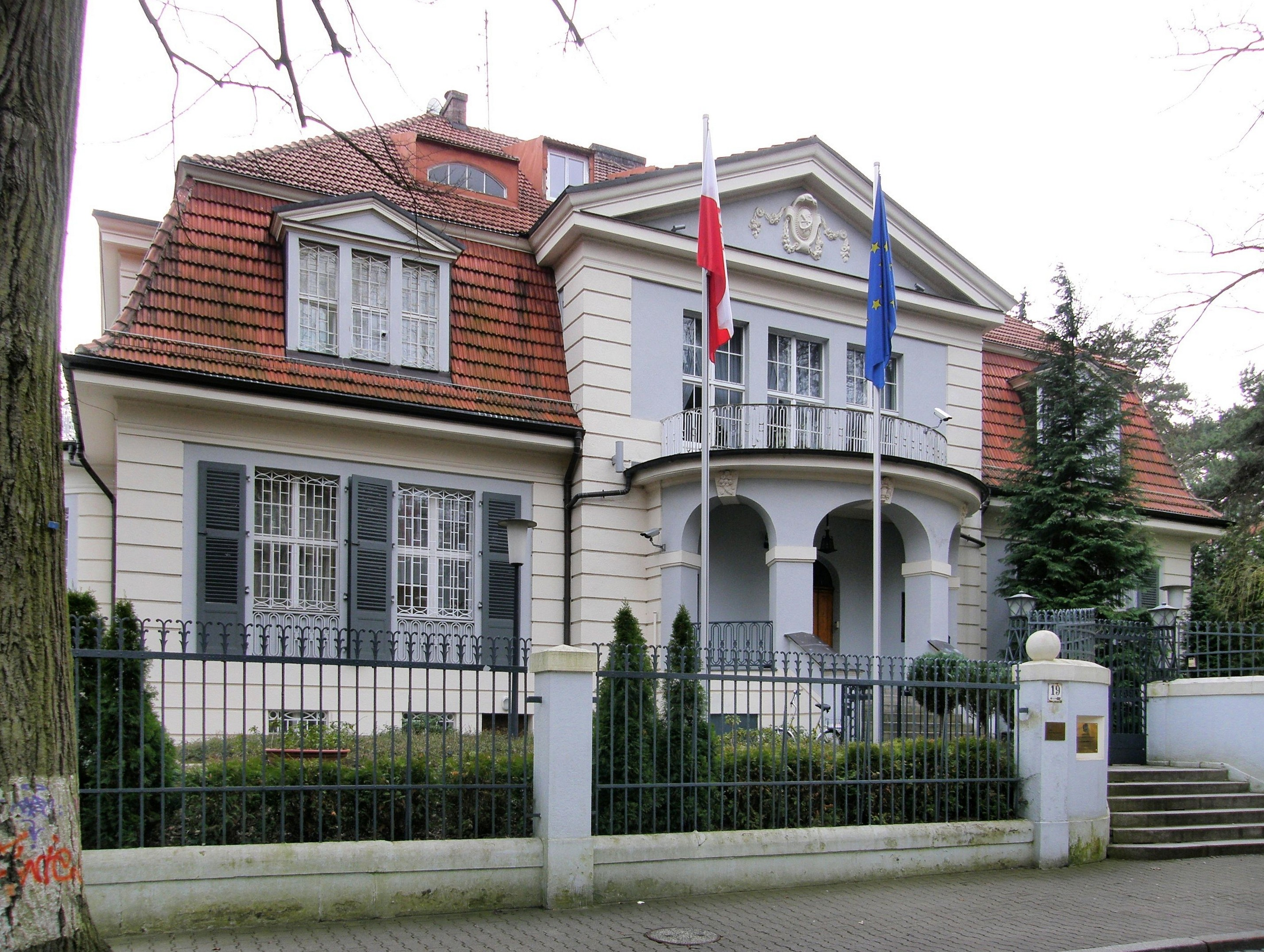
Ambassade de Pologne à Berlin.
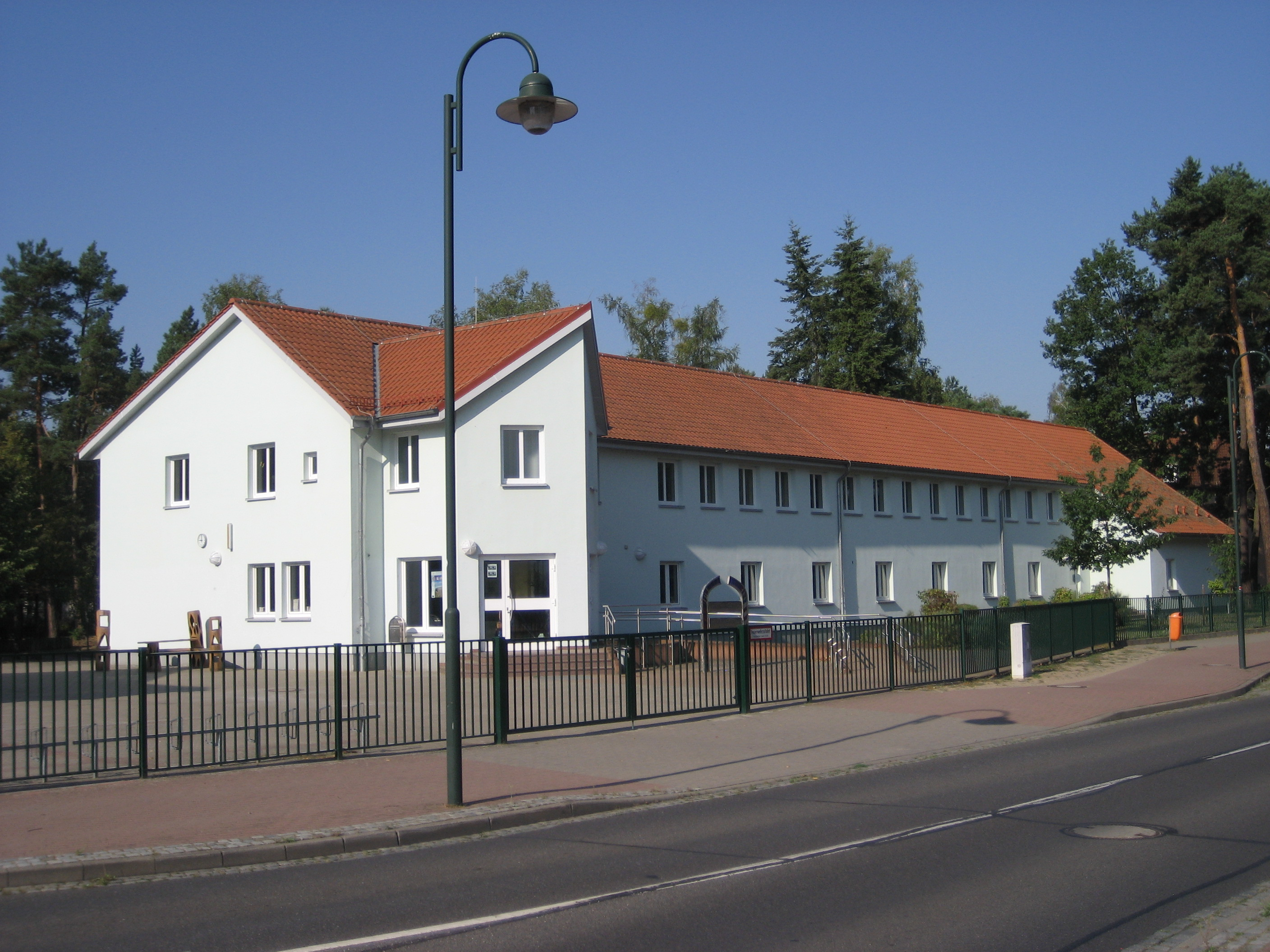
Le lycée germano-polonais de Löcknitz.

## Lectures complémentaires
- Cyganski, Miroslaw. «Les persécutions nazies des minorités nationales polonaises dans les provinces de Rhénanie-Westphalie dans les années 1933-1945», Affaires occidentales polonaises (1976) 17 # 12 pp 115-138
- Fink, Carole. « Les politiques minoritaires de Stresemann, 1924–29 », Journal of Contemporary History (1979) 14#3 pp. 403–422 dans JSTOR
- Kulczycki, John J. Grèves scolaires en Pologne prussienne 1901-1907: la lutte pour l'enseignement bilingue (1981)
- Kulczycki, John J. Le syndicat polonais des mineurs de charbon et le mouvement ouvrier allemand dans la Ruhr, 1902-1934: solidarité nationale et sociale (1997)
- Kulczycki, John J. Le travailleur étranger et le mouvement ouvrier allemand: xénophobie et solidarité dans les bassins houillers de la Ruhr, 1871-1914 (1994)
- Riekhoff, Harald von. Relations germano-polonaises, 1918-1933 (1971).
- Sobczak, Janusz. «Le centenaire de l'émigration polonaise en Rhénanie-Westphalie», Affaires occidentales polonaises (1970) 11 # 1 pp 193–198.
- Wynot, Edward D. "Les Polonais en Allemagne, 1919-139", East European Quarterly, 1996 30 # 2 pp 171+ aperçu général en ligne